# 양곤도
양곤도(버마어: ရန်ကုန်တိုင်းဒေသကြီး)는 미얀마의 행정 구역이다. 저지 미얀마의 심장부에 위치하고 북쪽과 동쪽으로 베쿠도, 남쪽으로 마르타반만, 서쪽으로 에야워디도와 접한다. 양곤 관구의 수도인 양곤은 미얀마의 옛 수도이자 가장 큰 도시이다. 다른 중요한 도시로는 탄린과 트완테가 있다. 미얀마에서 가장 많이 개발된 지역이자 주요한 국제적 관문이다.

## 역사
이 지역은 역사적으로 몬족이 살고 있었다. 정치적으로 이 지역은 1057년 이전에는 몬 왕국의 지배를 받았고 1057년 이후에는 약간의 시기를 제외하고는 북쪽의 버마족 왕국의 지배를 받았다. 지역의 지배권은 1287~1539년과 1740~1757년에 바고를 본거지로 하는 몬 왕국에게 되돌아왔다. 포르투갈인들은 1599~1613년까지 탄린(시리암)과 그 주변 지역을 지배하였다. 18세기 중반에 얼라웅퍼야 왕이 슈웨다곤 파고다 주변의 강 건너의 작은 어촌을 확장시키기로 하기 전까지, 탄린은 저지 미얀마의 가장 중요한 항구 도시였다. 
영국은 제1차 영국-미얀마 전쟁 때 양곤을 처음 점령하였으나 전쟁 후에 다시 버마족의 관할로 돌아왔다. 영국은 1852년의 제2차 영국-미얀마 전쟁 때 양곤과 저지 미얀마를 모두 점령하였고, 양곤을 영국령 버마의 상업과 정치의 중심지로 변모시켰다. 양곤은 영국령 버마와 오늘날의 양곤 관구와 바고 관구를 포함하는 한타와디 주의 수도가 되었다. 영국인들은 많은 인도인들을 데려와 노동자와 공무원으로 일하게 했다. 1930년대까지 인도인들은 양곤 시 인구의 절반을 차지하였다. 1차 대전과 2차 대전 사이에 양곤은 버마 민족주의 운동의 중심이 되었다. 양곤 관구는 1942년 4월부터 1945년 5월까지 일본의 점령하에 있었다. 
1948년 1월에 미얀마가 영국으로부터 독립한 후에 한타웨이 주는 페구(바고) 관구로 개칭되었고 양곤은 그 수도가 되었다. 1964년에 양곤 관구가 바고 관구로부터 분리되었다. 바고 관구의 수도는 양곤에서 바고로 바뀌었다. 1974년 6월에 한타웨이와 흐모비가 바고 관구에서 양곤 관구로 편입되었다. 
전쟁 후에 양곤은 크게 성장하였다. 미얀마 정부는 양곤 주변에 위성 도시들을 세웠다. 오늘날 양곤 관구는 본질적으로는 양곤 대도시권과 그를 둘러싼 배후지이다. 

## 인구
2000년에 구의 인구는 556만 명, 양곤 대도시권에는 400만 명 이상이 사는 것으로 추정된다. 버마족, 카인족, 몬족과 같은 토착 미안먀인들이 인구의 대다수를 차지한다. 구에는 또한 많은 수의 중국인과 인도인들이 살고 있다. 주민의 대다수는 상좌부 불교도이고 이슬람교도와 크리스트교도가 뒤를 잇는다. 언어는 버마어가 공식 언어로 사용된다. 영어는 양곤의 엘리트 사이의 주요 제2언어이다. 

## 경제
양곤 관구는 미얀마에서 가장 잘 개발된 지역이다. 양곤은 저지 미얀마의 모든 상품의 교역의 중심이다. 바인나웅 시장은 쌀, 콩 등의 농산품이 거래되는 미얀마에서 가장 큰 도매 시장이다. 미얀마의 합법적인 수출입의 대부분은 미얀마에서 가장 크고 분주한 항구인 탄린의 틸라와 항을 통과한다. 양곤에는 최소한 14개의 경공업 지대가 있으며 수 천의 노동자가 일하고 있다. 양곤 도시권 밖은 벼농사가 지배적이다. 다른 작물로는 황마, 고무, 사탕수수, 땅콩이 있다. 

## 교통
양곤 구는 미얀마에서 최고의 교통 인프라를 갖추고 있다. 미얀마의 다른 지역으로 가는 모든 운송수단은 양곤을 통과한다. 5개의 고속도로가 양곤과 미얀마의 다른 지역을 연결한다. 양곤 국제공항은 미얀마의 주요한 국제간의 관문이다. 양곤 중앙역은 5,068km의 미얀마 철도의 중심축이다. 양곤과 아예와디 관구를 연결하는 트완테 운하 또한 수송과 교역을 위해 널리 사용된다. 
자동차는 값비싼 교통 수단이기 때문에 버스가 중요한 교통 수단이다. 2008년 1월 기준으로, 양곤 관구에는 거의 182,000개의 자동차가 있어, 나라 전체의 17.7%를 차지한다. 